# Musca latro
Musca latro är en tvåvingeart som först beskrevs av Fabricius 1787.  Musca latro ingår i släktet Musca, ordningen tvåvingar, klassen egentliga insekter, fylumet leddjur och riket djur. Inga underarter finns listade i Catalogue of Life.